# 가키오카번
가키오카 번(일본어: 柿岡藩 가키오카한[*])은 일본 에도 시대 전기 히타치국 니이하리 군(新治郡) 가키오카(현 이바라키현 이시오카시 가키오카)에 있던 번이다. 거성은 가키오카 성이다.

## 번의 역사
간에이 원년(1624년), 히타치국 니이하리 군(新治郡) 가키오카를 비롯해 고즈케국 및 시모쓰케국 내 등지의 5천 석 영주였던 이나바 마사카쓰는 히타치 국 마카베 군(真壁郡) 내의 5천 석 영지를 추가로 받고 1만 석의 다이묘가 되어 가키오카 번을 세웠다. 마사카쓰는 고바야카와 히데아키의 중신으로 사관했던 이나바 마사나리의 아들이다. 마사카쓰의 어머니는 이나바 시게미치(稲葉重通. 마사카쓰의 아버지 마사나리의 양부)의 수양딸이자 쇼군 도쿠가와 이에미쓰의 유모인 가스가노 쓰보네로, 마사카쓰 자신도 이에미쓰의 근시(近侍)였던 관계로 영지를 추가로 받았던 것이다.
간에이 5년(1628년), 마사나리의 사망으로 마사카쓰는 그 가독을 이어 아버지의 소령이었던 시모쓰케국 모카 번으로 옮겨가게 되었고, 이에 따라 가키오카 번은 폐지되어 그 소령은 모카 번으로 편입되었던 것이다.

## 번주
- 이나바 마사카쓰(稲葉正勝) 재위 1624년 ~ 1628년